# Irving Feinstein
Irving „Puggy“ Feinstein (* um 1910; † 5. September 1939 New York City) war ein US-amerikanischer Mobster in New York City, der heute der sogenannten Kosher Nostra und der Murder, Inc. zugerechnet wird.

## Leben
Feinstein gehörte dem Kreis um Louis Buchalter an und war in das illegale Glücksspiel und das labor racketeering involviert. Allerdings beging Feinstein Fehler und wurde deshalb von der Murder, Inc. getötet. Die Bande führte Mordaufträge für das National Crime Syndicate aus. Insbesondere soll Feinstein Vincent Mangano, dem Boss der später als  Gambino-Familie bezeichneten Clans der La Cosa Nostra, hintergangen haben.
Er wurde in das Haus von Abe Reles in der E.91 St. in Brooklyn verschleppt und dort gefoltert. Letztendlich tötete Harry Strauss Feinstein mit einem Eispickel. Darauf versuchten die Täter, den Leichnam durch Feuer unkenntlich zu machen. Weitere Tatbeteiligte waren Harry Maione und Martin Goldstein.

## Folgen
Harry Strauss und Martin Goldstein wurden später auf Grund der Zeugenaussage ihres Komplizen Abe Reles wegen des Mordes verurteilt und am 12. Juni 1941 im Gefängnis Sing Sing hingerichtet.